# Molovin
Molovin  (ćir.: Моловин) je naselje u općini Šid u Srijemskom okrugu u Vojvodini.

## Stanovništvo
U naselju Molovin živi 298 stanovnika, od toga 229 punoljetnih stanovnika, a prosječna starost stanovništva iznosi 42,1 godina (41,4 kod muškaraca i 42,8 kod žena). U naselju ima 112 domaćinstava, a prosječan broj članova po domaćinstvu je 2,66.
| Etnički sastav |            |        |
| Narod          | Stanovnika | %      |
| Srbi           | 261        | 87,58% |
| Hrvati         | 14         | 4,69%  |
| Jugoslaveni    | 8          | 2,68%  |
| Slovaci        | 1          | 0,33%  |
| Mađari         | 1          | 0,33%  |
| Rusini         | 1          | 0,33%  |
| nepoznato      | 1          | 1,00%  |

| broj stanovnika | 477   | 491   | 496   | 460   | 362   | 305   | 298   |
|                 | 1948. | 1953. | 1961. | 1971. | 1981. | 1991. | 2001. |

## Vanjske poveznice
- Položaj, vrijeme i udaljenosti naselja  Arhivirana inačica izvorne stranice od 9. listopada 2008. (Wayback Machine)